# Абрантович, Фабиан Иванович
Фабиа́н Ива́нович Абранто́вич (бел. Фабіян Янавіч Абрантовіч; 14 сентября 1884, Вересково, Новогрудский уезд, Минская губерния, Российская империя — 2 января 1946, Москва, СССР) — архимандрит, католический священник, экзарх апостольского экзархата Харбина, член монашеского ордена мариан.

## Биография

### Образование
Родился в деревне Вересково (ныне Новогрудский район, Гродненская область, Республика Беларусь).
Окончил католическую Петербургскую духовную семинарию (1906), католическую Императорскую Петербургскую духовную академию со степенью магистра богословия (1910), защитил докторскую диссертацию на философском факультете Лувенского университета в Бельгии (1914, тема диссертации: «Философские концепции мировоззрения Н. О. Лосского»).

### Священник и преподаватель
С 11 ноября 1908 — священник.
В 1910—1912 преподавал в гимназии при римокатолической церкви святой Екатерины в Петербурге и в Императорском училище правоведения.
С 1914 преподавал философию, социальное учение церкви и песнопение в католической Петербургской духовной семинарии. Одновременно был законоучителем в Петроградской Константиновской женской гимназии при Императорском Женском институте.
В мае 1917 — один из организаторов первого Съезда белорусских священнослужителей в Минске. Являлся одним из лидеров белорусской организации «Христианское демократическое объединение».
В 1918—1920 — ректор вновь созданной католической Минской духовной семинарии.
С 1919 — прелат минского кафедрального капитула.
В 1920, после занятия Минска войсками Красной армии, семинария была перенесена в Пинск (находившийся тогда на территории Польши), где о. Фабиан продолжил занимать пост ректора. Являлся профессором семинарии.
В декабре 1920 года Янка Купала заболел перитонитом, в тяжелом состоянии находился в больнице в течение трех месяцев. В этот период именно Фабиан Абрантович обеспечил помощь и надлежащий надзор за больным поэтом. По словам самого Купалы : «… быть бы мне на том свете. Это благодаря хорошему надзору, главным образом, надзору ректора бывшей Минской духовной семинарии Абрамовича я не пошел до Авраама на кружку пива».
В 1926 году Абрантович поступил в Друйский монастырь.
С 1927 — иеромонах ордена Непорочного Зачатия Пресвятой Девы Марии (монашеская конгрегация мариан). Занимался проповеднической и педагогической деятельностью, автор теологических работ и песнопений на белорусском языке. Работал в среде белорусской интеллигенции.
Входил в состав Рады БНР, а также был членом конвента старейшин Рады БНР.

### Деятельность в Харбине
В 1928 был назначен экзархом Апостольского экзархата для католиков восточного обряда в Харбине (первоначально его паства состояла из 18 человек). Для работы в Харбине о. Абрантович и его сотрудники приняли византийский обряд. Руководил строительством храма в Харбине, организацией и деятельностью лицея святого Николая для юношей, конвента урсулинок для девушек и приюта сестёр францисканок для девочек. Основал в Харбине монастырь отцов мариан, выпускал газету «Католический вестник».

### Арест и смерть
В 1939 находился в Риме на капитуле марианского ордена, а затем направился на свою родину — Западную Белоруссию. Посетил во Львове митрополита Андрея Шептицкого. Из-за ввода советских войск в Западную Белоруссию и Западную Украину в сентябре 1939 года оказался на советской территории. При попытке перейти новую советско-германскую границу был арестован 25 октября 1939 года. Находился во львовской тюрьме, был обвинён в антисоветской деятельности и в шпионаже в пользу Ватикана. Один из его сокамерников вспоминал: 

Я пробыл вместе с ним только три дня. Один раз на протяжении этих трёх дней я видел его после допросов, всего избитого, изуродованного, залитого кровью: на лежащего на земле поставили кресло и топтались по нему, потом вновь били до крови ногами.

В январе 1940 был переведён в Москву. Во время следствия во Львове и Москве виновным себя не признал. 23 сентября 1942 Особым совещанием при НКВД СССР был признан виновным в борьбе против революционного движения и нелегальном переходе через границу и приговорён к заключению в лагере сроком на десять лет. Скончался в Бутырской тюрьме 2 января 1946 года.
В 1992 году реабилитирован.
В 2003 начался официальный процесс беатификации (причисления к лику блаженных) архимандрита Фабиана Абрантовича.